# تسگیلنیا (استان اشوی‌داشکسیه)
تسگیلنیا (به لهستانی: Cegielnia) یک منطقهٔ مسکونی در لهستان است که در گمینا تارووو واقع شده‌است. تسگیلنیا ۱۵۰ نفر جمعیت دارد.